# Sommer a Behles

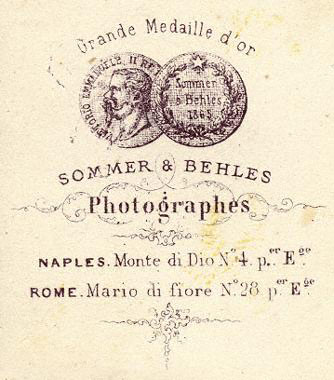
Obchodní značka studia Sommer and Behles, zadní strana fotografie

Sommer and Behles byl název italského fotografického studia v 19. století, které vlastnili dva fotografové Giorgio Sommer (1834-1914) a Edmund Behles (1841-1924). Studio se nacházelo v Římě na Mario di Fiori č.p. 28 a pobočku mělo v Neapoli na Monte di Dio č.p. 4.
Sommer se provozováním neapolského a římského studia stal jedním z největších a nejplodnějším fotografem v Itálii. Sommer a Behles se zúčastnili mnoha výstav a získali řadu ocenění a cen za jejich práci (Světová výstava 1862 Londýn, Světová výstava 1867 v Paříži, Světová výstava 1873 ve Vídni a v Norimberku 1885).
Oba fotografové provozovali na sobě nezávislou kariéru i svá vlastní studia před i po společném partnerství, které začalo v roce 1867 a skončilo v roce 1874.